# Лев-бабочка
«Лев-бабочка» — детский роман английского писателя Майкла Морпурго. Книга впервые была опубликована в Великобритании издательством «Collins» в 1996 году и получил книжную премию «Smarties» 1996 года. Книга была адаптирована в постановке Дэниела Бакройда в театре Меркьюри.

## Сюжет
Мальчик по имени Майкл сбегает из школы-интерната и встречает старушку, живущую в большом доме. Она рассказывает ему о мальчике по имени Берти, который жил в Южной Африке. В детстве Берти нашёл осиротевшего белого львёнка, но потом был вынужден отправить льва в цирк мсье Мерло и покинуть Южную Африку, чтобы поступить в школу-интернат в Англии.
Берти сбегает из своей школы и встречает девушку Милли, они становятся верными друзьями, вместе запуская воздушных змеев. Он рассказывает Милли всё о своей жизни в Южной Африке и о своём белом львёнке. Когда они заканчивают школу, они продолжают писать друг другу письма. Затем разразится война и Берти получит письмо, в котором сообщается, что Милли ушла на фронт. Их связь прерывается...
Сражаясь во Франции во время Первой мировой войны, Берти спасает жизнь двум солдатам и получает «Крест Виктории». Милли, которая стала медсестрой в полевом госпитале, прочитала о нём в газете и они находят друг друга.
После войны они узнают, что цирк мсье Мерло закрылся, но рядом живёт француз со львом. Берти женится на Милли и привозит льва обратно в Англию, где они счастливо живут много лет. Когда лев умирает, Берти и Милли вырезают фигуру льва из мела на склоне холма. Потом Берти умирает сам.
После этого рассказа старушки Майкл возвращается в школу. Он находит мемориальную доску, посвящённую героическим поступкам Берти на войне и узнаёт от учителя, что Милли умерла всего через несколько месяцев после Берти. Майкл возвращается в дом и видит, что он заброшен. Затем он слышит голос Милли, которая просит его присмотреть за меловым львом на холме.